# Torry Castellano
Torry Castellano (Donna C), född 8 januari 1979 i San Francisco i Kalifornien, är en amerikansk musiker. Hon har varit trummis i rockbandet The Donnas. Har varit ihop med Tré Cool (Green Day) men gjorde slut.